# Lista localităților din comitatul Swansea, Regatul Unit
Cuprins: Început - 0–9 A B C D E F G H I J K L M N O P Q R S T U V W X Y Z

Lista localităților din comitatul Swansea, Țara Galilor, Regatul Unit.

## B
- Birchgrove, Bishopston, Blackpill, Blaen-Y-Maes, Bolgoed, Bon-y-maen, Brunswick, Brynhyfryd, Brynmelyn, Brynmill, Bryntywood, Burry Green

## C
- Cadle, Caemawr, Carnglas, Caswell, Cheriton, Clase, Clydach, Clyne, Cockett, Copley, Craigcefnparc, Crofty, Cwmbwrla, Cwmdu, Cwmfelin, Cwm Gwyn

## D
- Danygraig, Derwen Fawr, Dunvant,  Dyfatty

## F
- Fairwood, Fairyhill, Felindre, Fforest, Fforestfach, Frederick Place

## G
- Garden Village, Garnswllt, Gendros, Gorseinon, Gowerton, Graig Trewyddfa, Greenhill, Grovesend

## H
- Hafod, Hendrefoilan, Hendy, Heol-Las, Horton

## I
- Ilston

## K
- Killay, Kingsbridge, Kittle, Knelston

## L
- Landore, Landimore, Langland, Leason, Llandewi, Llangennith, Llangyfelach, Llanmadoc, Llanmorlais, Llanrhidian, Llansamlet, Llethryd, Llewitha, Loughor

## M
- Manselton, Maritime Quarter, Mawr, Mayals, Mayhill, Middleton, Morfa, Morriston, Mount Pleasant, Mumbles, Murton, Mynydd-Bach

## N
- Newton, Nicholaston, Norton, North Hill,

## O
- Olchfa, Oldwalls, Overton, Oystermouth, Oxwich, Oxwich Green

## P
- Pantlasau, Parkmill, Penclawdd, Peniel Green, Penlan, Peniel Green, Penllergaer, Penmaen, Pennard, Penrice, Pentrebach, Pentrechwyth, Pentre-Dwr, Pentrepoeth, Penyrheol, Pitton, Pitton Green, Plasmarl, Pontarddulais, Pontlliw, Port Eynon, Portmead, Port Tennant, Poundffald

## R
- Ravenhill, Reynoldston, Rhydypandy, Rhossili

## S
- SA1 Waterfront, Sandfields, Scurlage, Sketty, Sketty Park, Slade, Southgate, St. Thomas, Swansea, Swansea Docks

## T
- Thistleboon, Three Crosses, Tirdeunaw, Tircoed forest village, Tirpenry, Townhill, Treboeth, Tycoch

## U
- Uplands, Upper Killay

## W
- Waunarlwydd, Waun Wen, Wernffrwd, Wernfadog, West Cross, Winch Wen

## Y
- Ynysforgan, Ynystawe